# Reven og Nissen
Pour plus de détails, voir Fiche technique et Distribution.
Reven og Nissen est un film d'animation de court métrage cinéma norvégien, suédois et danois réalisé par Are Austnes et Yaprak Morali et sorti en 2020.

## Fiche technique
- Titre original : Reven og Nissen
- Réalisation : Are Austnes et Yaprak Morali
- Scénario : Mina Juni Stenbråten, Ingrid Haukelidsæter et Are Austnes d'après l'œuvre d'Astrid Lindgren
- Décors :
- Costumes :
- Animation : Yaprak Morali, Are Austnes et Mads Ringdal
- Photographie : Sunit Parekh
- Montage :
- Musique : Gaute Storaas
- Producteur : Ove Heiborg, Thomas Gustafsson et Johan Palmberg
  - Producteur exécutif : Fredrik Kiøsterud, Elisabeth Opdat et Nils Nyman
  - Producteur délégué : Fredrik Arntzen
  - Coproducteur : Søren Fleng
- Sociétés de production : Qvisten Animation AS, The Astrid Lindgren Company et Hydralab
- Société de distribution :
- Pays d'origine :  Norvège,  Suède et  Danemark
- Langue originale : norvégien
- Format : couleur
- Genre : Animation
- Durée : 8 minutes
- Dates de sortie :
  - France : 15 juin 2020 (Annecy 2020)

## Distribution
- Dennis Storhøi : le Nisse et le narrateur

## Distinctions
- 2020 : Prix du Court métrage Jeune public au festival international du film d'animation d'Annecy